# NIGHT HAWKS
NIGHT HAWKS為日本的硬式搖滾樂團。於1987年12月成立。曾經與X JAPAN的主唱ToshI同台演出數次，也常在日本全國各地進行演出。現在各成員則忙於各自的個人活動。

## 成員
- 青木秀一，在樂團中擔任主唱。
- 岩下千繪，主要擔任吉他手，有創辦吉他教室教授吉他。
- 工藤哲也，擔任鼓手。
- 松本慎二，貝斯手，喜歡研究F1賽車。

## 作品

### 單曲
- （1990.03.01）Stay Alive
- （1990.08.22）Shout
- （1993.05.21）Looming～確かめたい～〈Toshi with Night Hawks〉
- （1993.09.08）Paradise〈Toshi with Night Hawks〉
- （1993.12.01）Always～伝えたい～〈Toshi with Night Hawks〉
- （1994.05.18）Bless You 〈Toshi with Night Hawks〉
- （1994.07.06）泣いているのは
- （1995.03.24）Never Mind－今を信じれば

### 專輯
- （1989.02.01）Night Hawks
- （1990.03.21）Night Hawks II
- （1992.04.22）No Satisfaction
- （1994.06.01）The Midnight Hawks
- （1994.06.11）Mission 〈Toshi with Night Hawks〉
- （1994.07.21）Power of love
- （1997.02.26）Power in live